# NGC 5555
NGC 5555 est une lointaine galaxie spirale située dans la constellation de la Vierge. Sa vitesse par rapport au fond diffus cosmologique est de 11 200 ± 20 km/s, ce qui correspond à une distance de Hubble de 165 ± 12 Mpc (∼538 millions d'al). NGC 5555 a été découverte par l'astronome américain Ormond Stone en 1886.
NGC 5555 renferme des régions d'hydrogène ionisé.
À ce jour, trois mesures non basées sur le décalage vers le rouge (redshift) donnent une distance de 151,000 ± 6,245 Mpc (∼493 millions d'al), ce qui est à l'intérieur des valeurs de la distance de Hubble. Notons cependant que c'est avec la valeur moyenne des mesures indépendantes, lorsqu'elles existent, que la base de données NASA/IPAC calcule le diamètre d'une galaxie et qu'en conséquence le diamètre de NGC 5555 pourrait être d'environ 48,1 kpc (∼157 000 al) si on utilisait la distance de Hubble pour le calculer.